# Papyrus Palau Ribes 225
Papyrus Palau Ribes 225 ist ein Papyrusblatt aus dem 4. oder 5. Jahrhundert. Über einem älteren bisher nicht identifizierten Text sind auf dem Recto (Nr. 870 nach Rahlfs) einzelne Verse aus den biblischen Büchern Kohelet (Ecclesiastes), Hoheslied und Jesus Sirach enthalten, auf dem Verso christlich überarbeitete Sprüche aus den Sentenzen des Sextus. Das Blatt ist an allen Rändern beschädigt und im Format von etwa 21,2 × 12,7 bis 13,6 cm erhalten. Die Zeilenanfänge der 36 Zeilen auf dem Recto und damit etwa 40 Prozent seines Textes fehlen. Die Anordnung der Verse ist bisher nicht schlüssig zu erklären. Die Rückseite ist in zwei Kolumnen mit 35 und 28 Zeilen beschriftet.
Das Blatt befindet sich unter der Inventar-Nummer Palau-Ribes 225 im Historischen Archiv der Jesuiten von Katalonien (Arxiu Històric de la Companyia de Jesús a Catalunya) in Barcelona.

## Texteditionen
- José O’Callaghan: Papiros Literarios Griegos del Fondo Palau-Ribes (= Estudis de papirologia i filologia bíblica. Band 3). Institut de Teologia Fonamental, Barcelona 1993, Nr. 3 (S. 28–35) (Recto) und 5 (Verso).
- José O’Callaghan: Frammenti antologici dell’Ecclesiaste, del Cantico dei Cantici e dell’Ecclesiastico (P.Palau Rib. inv. 225r). In: Atti del XVII Congresso Internazionale di Papirologia. Centro internazionale per lo studio dei papiri ercolanesi, Neapel 1984, S. 357–365.
- Antonio Carlini: Il più antico testimone greco di Sesto Pitagorico (P. Palau Rib. inv. 225v). In: Rivista di filologia e d’istruzione classica (RFIC), Band 113, 1985, S. 5–26.